# SN 2002K
SN 2002K – supernowa odkryta 9 stycznia 2002 roku w galaktyce A022650+0043. W momencie odkrycia miała maksymalną jasność 24,00m.